# Teurthéville-Hague

Teurthéville-Hague este o comună în departamentul Manche, Franța. În 1 ianuarie 2022 avea o populație de 1.029 de locuitori.